# Johan Köpke

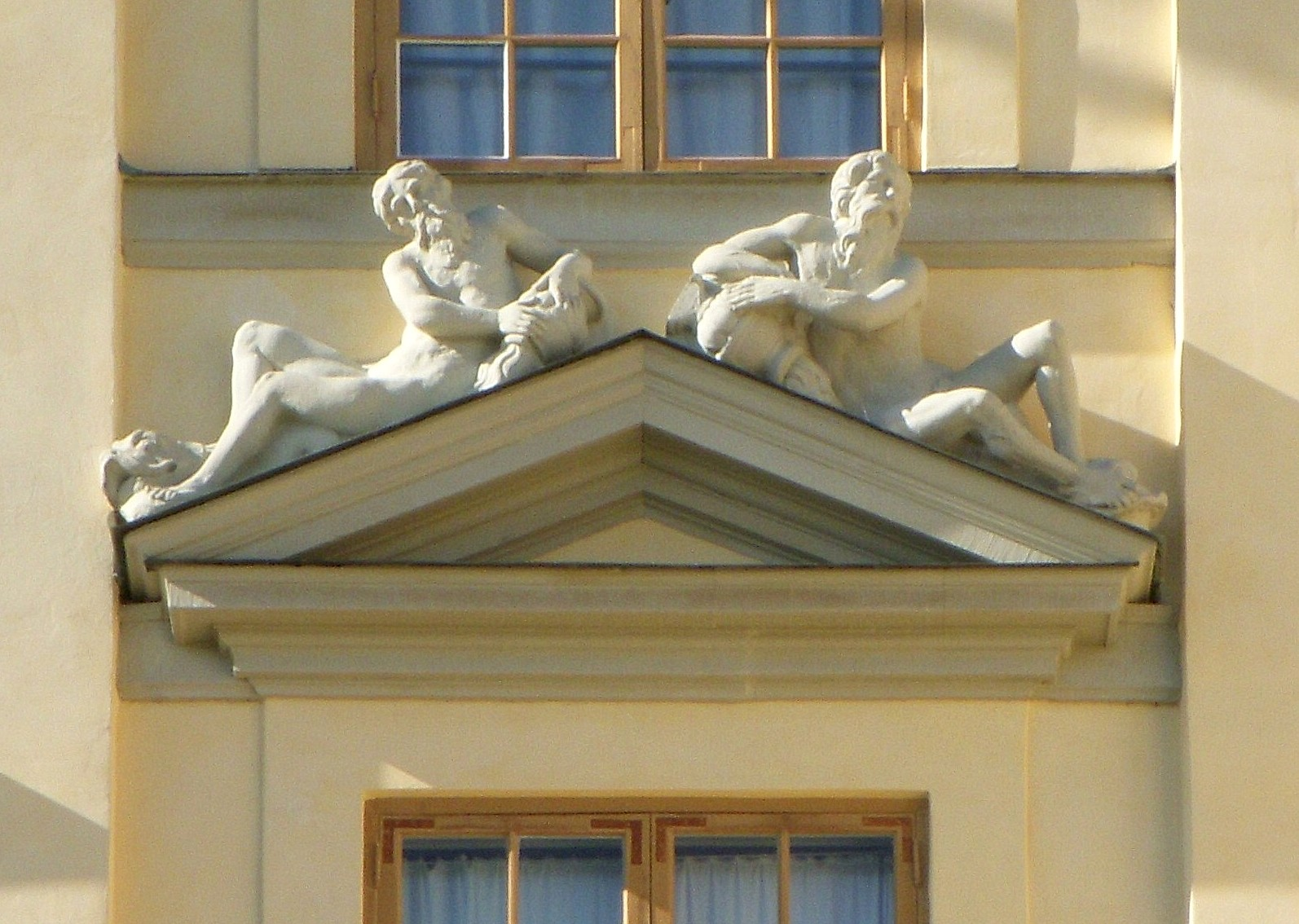
Drottningholms slott: fasadutsmyckning, utförd av Köpke tillsammans med J.L. Wimmer.

Johan Köpke (även Johan Kiöpke), född 1614, död 1687 i Stockholm var en svensk stenhuggare. Han utförde bland annat stenhuggeriarbeten på slottet Tre Kronor i Stockholm och Drottningholms slott.
Åren 1645-1646 var Köpke gesäll hos Gert Blume och uppvisade sitt mästerstycke 1647. Han hade sin verkstad vid Munkbron, Stockholm. På 1650-talet utförde han arbeten för Tyska kyrkan, Stockholm och Björklinge kyrka, Uppland. Tillsammans med Johan Larsson Wimmer högg han bland annat de fyra par liggande figurerna över fönstren på Drottningholms slott (1664-1668). Köpke var verksam på 1670-talet vid Stockholms slott där han utförde portaler och spisar. Under samma tidsperiod anlitades han även för stenarbeten i Maria Magdalena kyrka och Riddarholmskyrkan.
År 1670 blev han ålderman i Stockholms bild- och stenhuggarämbetet. Han vilar i Klara kyrka, där han högg sitt eget epitafium.